# Bédouès-Cocurès
Bédouès-Cocurès es una comuna nueva francesa situada en el departamento de Lozère, de la región de Occitania.

## Historia
Fue creada el 1 de enero de 2016, en aplicación de una resolución del prefecto de Lozère de 8 de diciembre de 2015 con la unión de las comunas de Bédouès y Cocurès, pasando a estar el ayuntamiento en la antigua comuna de Cocurès.

## Demografía
| Gráfica de evolución demográfica de Bédouès-Cocurès entre 1800 y 2013 |
|                                                                       |

Los datos entre 1800 y 2013 son el resultado de sumar los parciales de las dos comunas que forman la nueva comuna de Bédouès-Cocurès, cuyos datos se han cogido de 1800 a 1999 (o a 2006 según corresponda), para las comunas de Bédouès y Cocurès de la página francesa EHESS/Cassini. Los demás datos se han cogido de la página del INSEE.

## Composición
| Comuna delegada | Código INSEE | Población (2013) | Superficie (km²) | Densidad (hab./km²) |
| --------------- | ------------ | ---------------- | ---------------- | ------------------- |
| Bédouès         | 48032        | 278              | 26.80            | 10                  |
| Cocurès         | 48050        | 204              | 3.55             | 57                  |